# Побережник білохвостий
Побережник білохвостий  (Calidris temminckii) — невеликий прибережний птах родини баранцевих (Scolopacidae), що гніздиться в тундрі та лісотундрі Євразії. Вид названий на честь голландського зоолога Конрада Якоба Темінка Перелітний птах, що зимує головним чином в Африці, в південній Азії а також на півдні та південному сході та в Європи. В Україні нечисленний пролітний на всій території.

## Опис

### Морфологічні ознаки

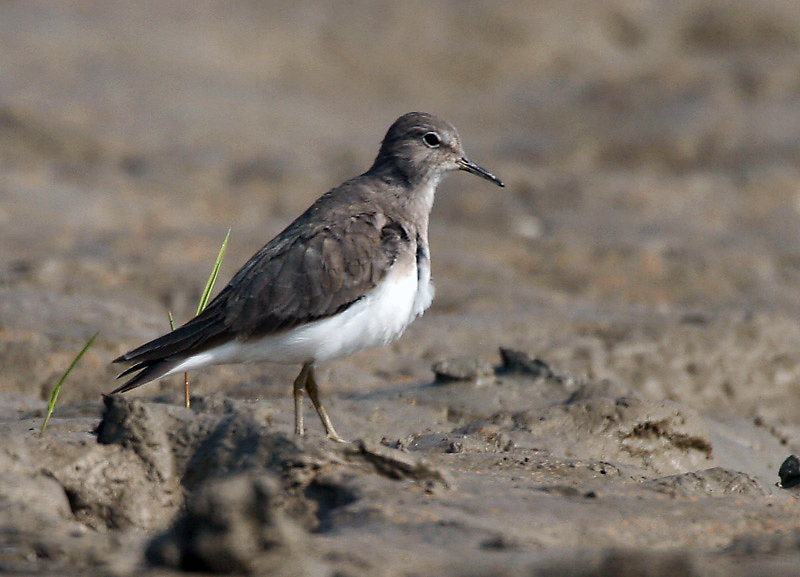
У зимовому вбранні

Невеликий кулик, за розмірами такий самий, як кулик-горобець, але верх тіла у нього не з рудими, а з сірими тонами. Маса тіла 22-33 г, довжина тіла 12-14 см, розмах крил 28-31 см. У дорослого птаха в шлюбному вбранні пера верху бурі, з вохристо-білою облямівкою і темно-бурими плямами; голова сірувато-бура, верх голови темніший; поперек і надхвістя по центру темно-бурі, по краях — білі; шия і воло сірувато-бурі; решта низу біла; зверху на крилах вздовж основи бурих махових пер проходить вузька біла смуга; хвіст білий, центральні стернові пера чорно-бурі; дзьоб темно-бурий; йоги буруваті. У позашлюбному оперенні верх сірувато-бурий, пера зі світлою облямівкою. Молодий птах забарвлений подібно до позашлюбного дорослого, але пера спини і крил строкатіші, з чорними передверхівковими смужками і плямами.
Від малого побережника відрізняється білими, крім центральних, стерновими перами і буруватими ногами.

### Звуки
Поклик — дзвінке коротке «тірр». яке в шлюбний період може повторюватися багаторазово, перетворюючись у тріскотливу трель.

## Поширення та місця існування

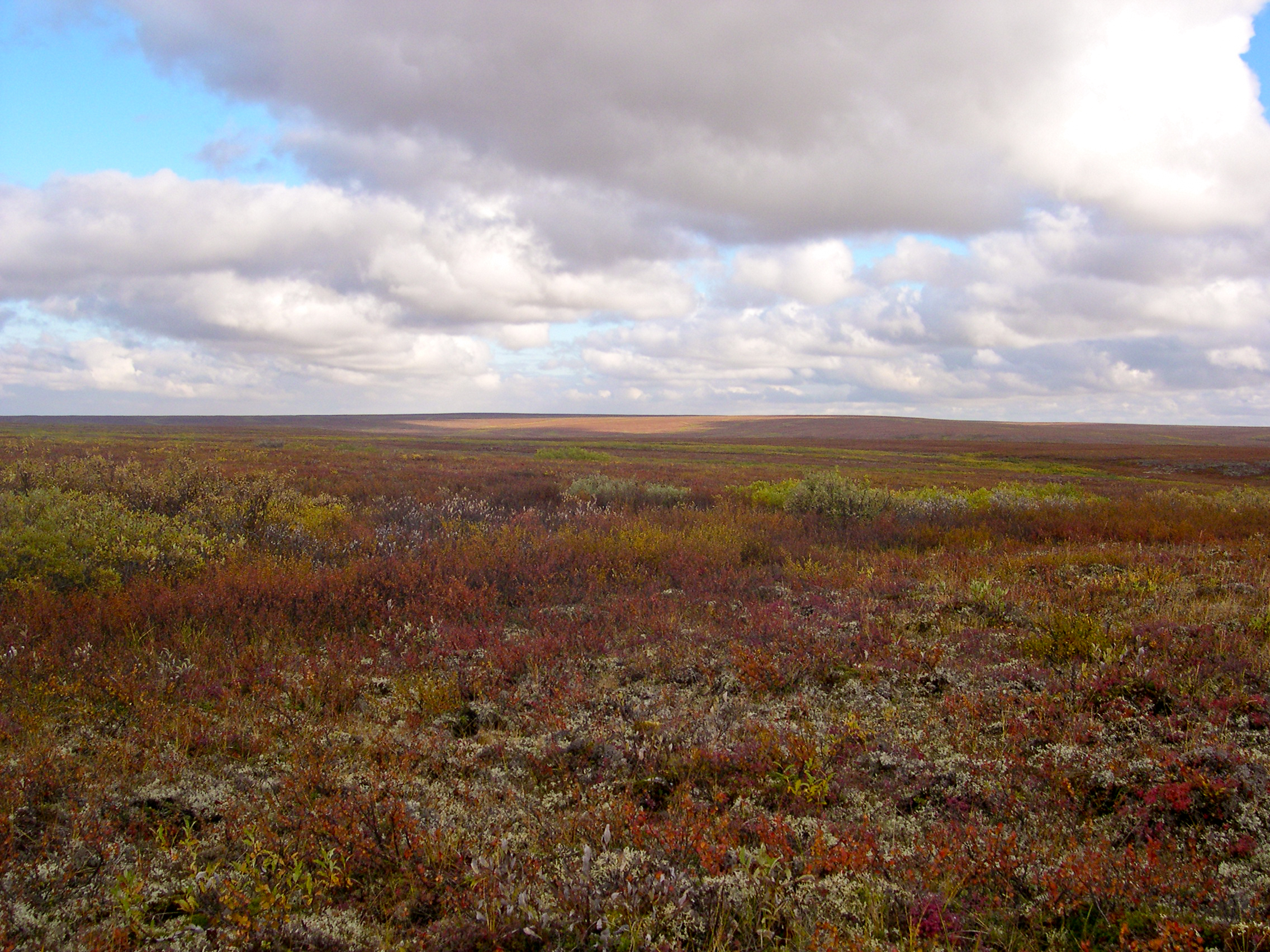
Тундра — типові місця існування білохвостого побережника в гніздовий період

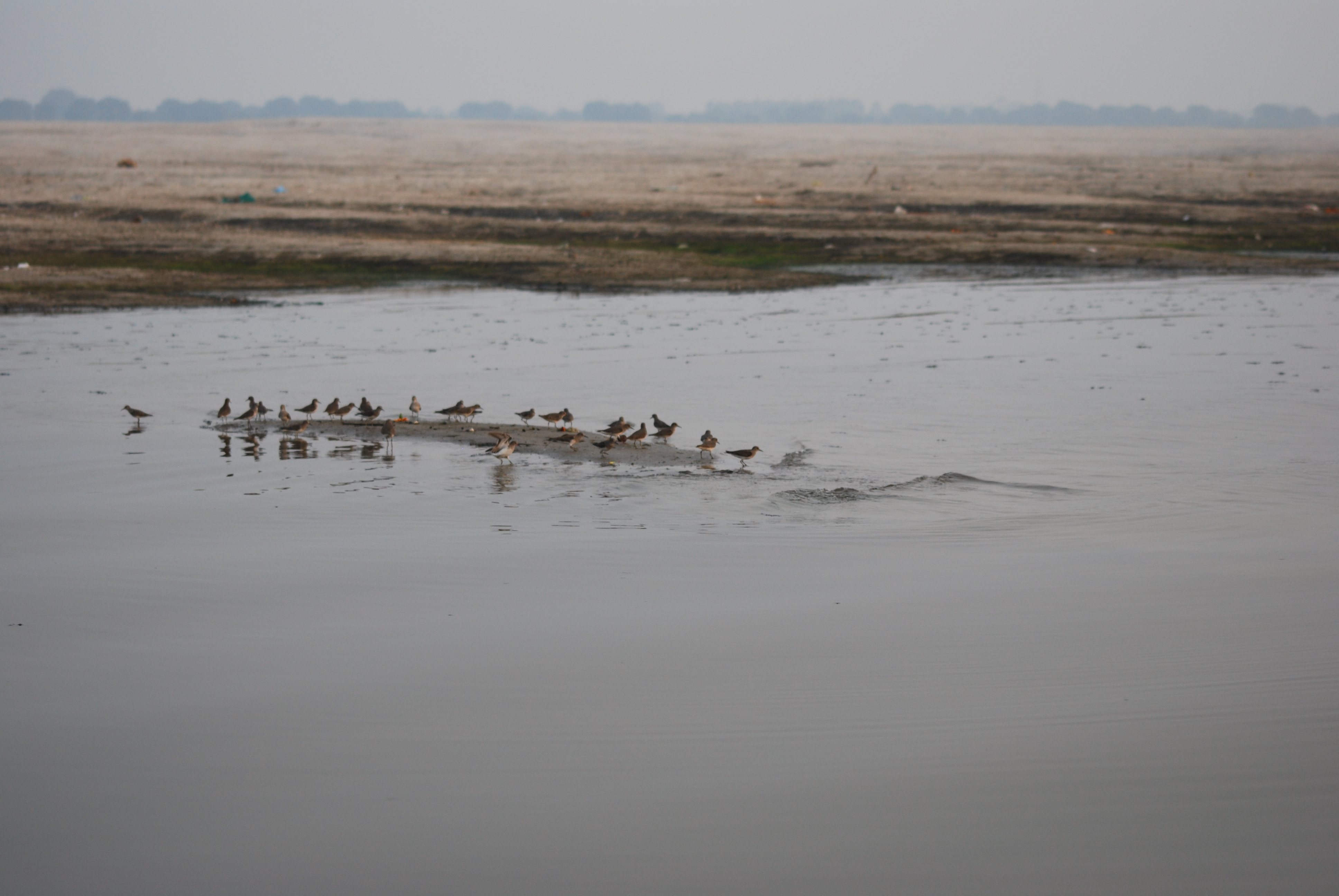
Побережники на зимівлі на р. Ганг в Індії

Гніздиться на півночі Євразії, головним чином від Скандинавії на схід до Чукотки, Анадиря та Камчатки, при цьому понад 93 % популяції припадає на територію Росії. Населяє переважно типову тундру, в меншому ступені — арктичні тундру та деякі острови Північного Льодовитого океану (Колгуєв, Вайгач, Довгий та Великий Ляховський, а також призаплавні ділянки лісотундри. У Скандинавії білохвостий побережик виходить за межі лісотундри, проникаючи в зону тайги на південь до 63-ї паралелі. За межами основного ареалу вид відмічений також в Шотландії.
Місця проживання в гніздовий період — береги річок і струмків, порослі негустою травою і рідкими чагарниками, схили ярів і узбереж. Зустрічається як у вологих, так і на сухих ділянках, проте перевага віддається місцям з валунами та іншими підвищеннями, зручними для шлюбної пісні. Часто зустрічається біля заток, фіордів, в дельтах, де висота над рівнем моря не перевищує 250 м, проте часто уникає особливо суворих кліматичних умов прибережної смуги крайньої півночі. В глибині материка гніздиться на висоті до 1200 м від рівня моря. Не боїться людини і нерідко селиться в селищах і на їх околицях.

## Чисельність
Світова популяція виду нараховує близько 170 тис. — 1,3 млн особин.. Чисельність в Європі оцінена в 85—420 тис. пар.

## Розмноження

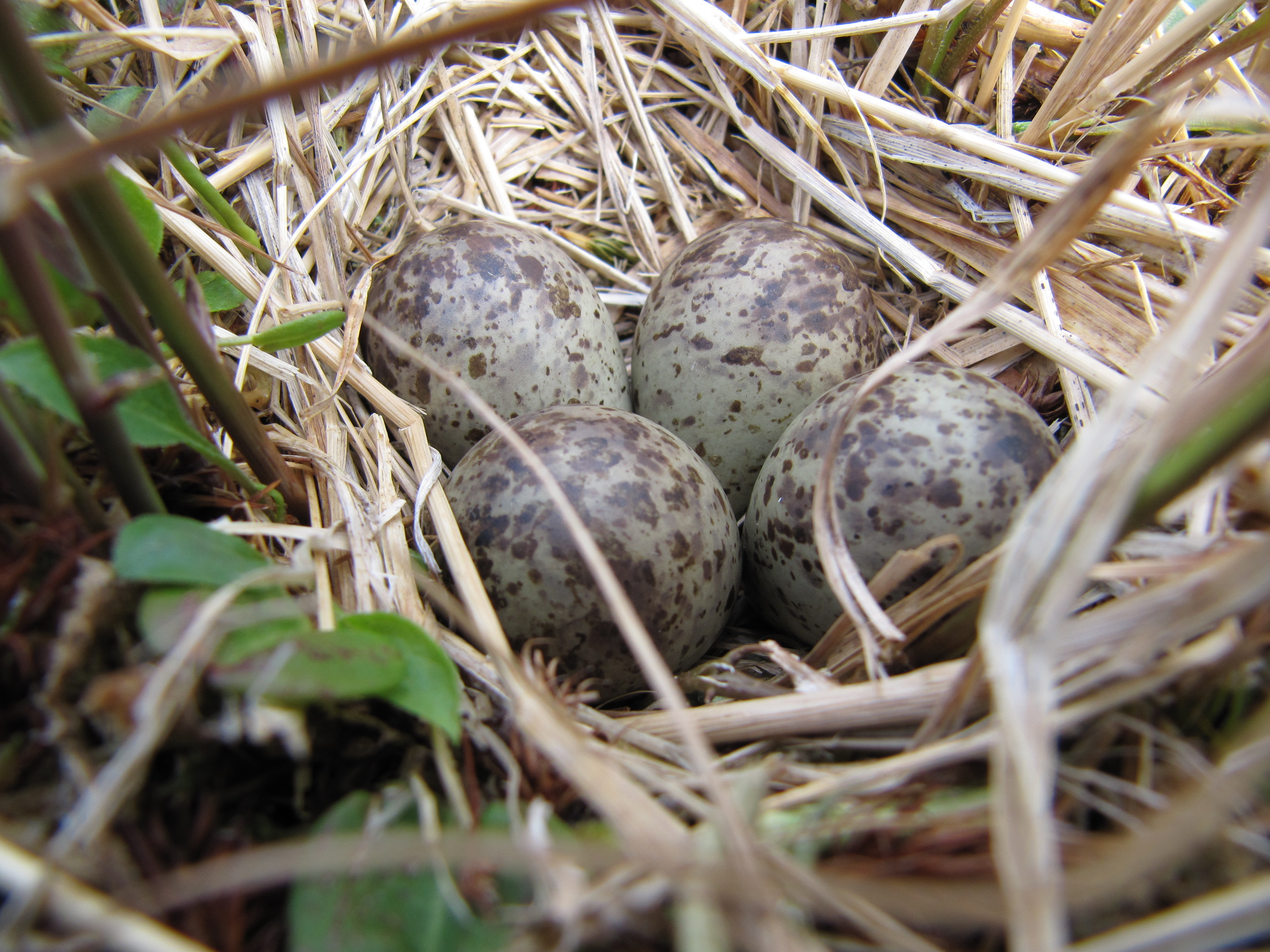
Гніздо із кладкою з 4 яєць

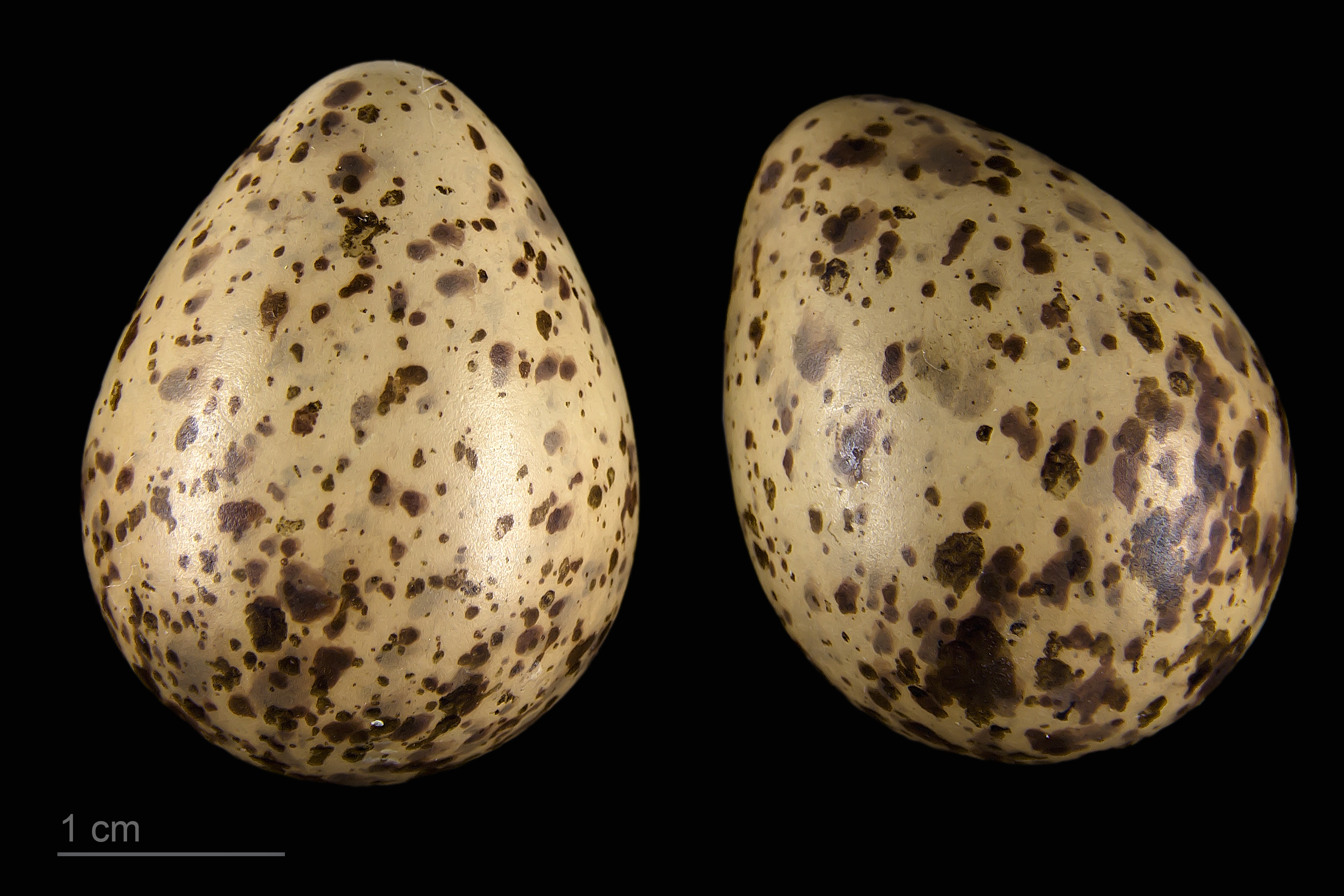
Яйця білохвостого побережника в оологічній колекції (Тулузький музей)

Серед всіх куликів білохвості пісочники прибувають до місць гніздування одними з останніх — у кінці травня або початку червня. Прилітають поодинці і групами по 12-30, частіше 4-6 птахів. Одна з особливостей білохвостого побережника — шлюбна поведінка самок, що отримала назву «подвійне гніздування», при якому самка спарюється почергово з двома самцями. Перша кладка залишається першому самцю, який надалі насиджує її та дбає за потомством. Турботу про другу кладку самка бере на себе. Перед початком відкладання яєць самка влаштовує від двох до шести гнізд — ямок, вистелених шаром сухих стебел осоки і листя чагарників. Найчастіше рослинності в підстилці небагато, але іноді переплетені стебла трав утворюють чашу з товщиною стінок до 1,5 см. Як правило, гнізда укриті в тіні куща верби висотою до 1 м, між камінням або хоча б під осоковою купиною, але зустрічаються і повністю відкриті. У кладці, як правило, 4 яйця. Насиджування триває 20-22 дні. У віці 15-18 днів пташенята стають на крило, після чого виводки розпадаються.

## Живлення
Білохвостий пісочник живиться комахами та їх личинками (комарами, мухами, жуками, зокрема, плавунцями), черв'яками, молюсками й іншими дрібними безхребетними. У пошуках корму неквапливо пересувається по грузлому ґрунту, калюжах, по мулистих берегах водойм. Здобич видивляється або намагається намацати за допомогою дзьоба, зануреного в бруд. Побачивши жертву, швидким рухом хапає її. Іноді заходить по черевце у воду і ловить здобич, плаваючу на її поверхні, однак ніколи не годується в товщі води.

## Охорона
Побережник білохвостий перебуває під охороною відповідно до Угоди про збереження афро-євразійських мігруючих водно-болотних птахів.